# Mağara
Mağara (kurmandschi: Kiwex, auch Kivex oder Kiwax) ist ein verlassener jesidischer Weiler im Südosten der Türkei. Der Weiler liegt ca. 32 km westlich von İdil im gleichnamigen Landkreis İdil in der Provinz Şırnak. Mağara war dem Bucak Haberli angegliedert. Der Ort befindet sich im Gebirgszug Tur Abdin.

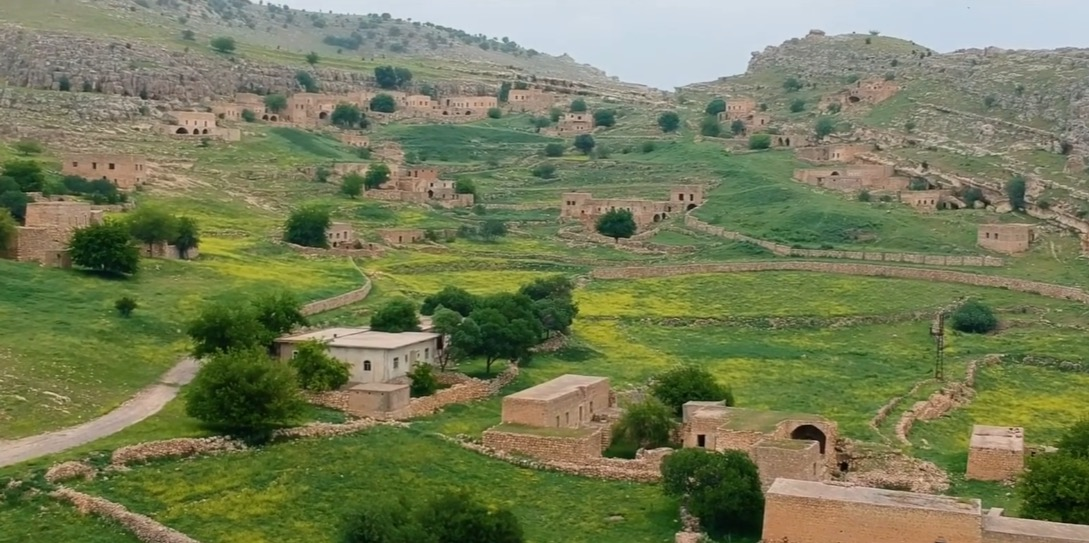
Blick auf Mağara (Kiwex)

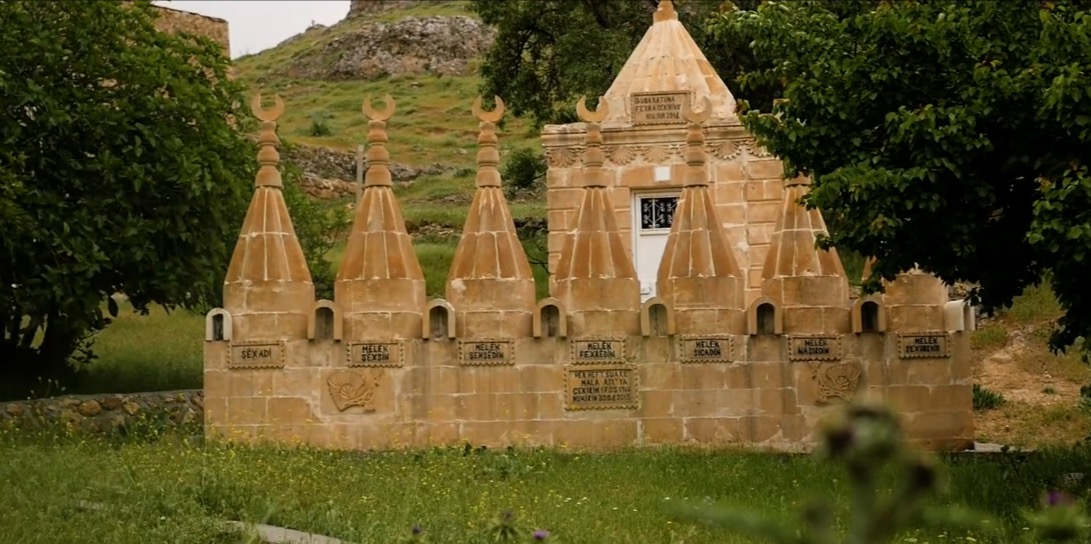
Jesidischer Tempel „Quba Xatuna Fexra“ (Tempel der Khatuna Fekhra) in Mağara (Kiwex)

## Lage
Mağara (Kiwex) liegt ca. 500 m nördlich direkt an der sogenannten Hauptstraße „Mardin Şırnak Yolu“ (D380). Das Kloster Mor Gabriel liegt im Nordwesten in der Provinz Mardin in ca. 5 km Entfernung.

## Geschichte und Bevölkerung
Der ursprüngliche Name des Dorfes lautet Kiwex oder Kivex (dt. Kiwekh bzw. Kivekh). Durch die Türkisierung geographischer Namen in der Türkei wurden die Dörfer umbenannt. Mağara ist heute meist eine verlassene Siedlung. Es hatte ausschließlich jesidische Bevölkerung. Die Jesiden aus dem Ort sind größtenteils nach Deutschland geflüchtet.
1993 wurde der Ort zwangsgeräumt und die Jesiden vertrieben. Bis zur Vertreibung 1993 lebten dort etwa 1360 Einwohner (ca. 60 Familien).
1994 wurde es von Dorfschützer-Familien besetzt, diese bauten dort eine Moschee und änderten den Namen des Ortes in „Islam Köyü“ („Islam-Dorf“).
2004 wurden das Dorf und die Häuser rückübereignet. Die Dorfschützer hatten vor dem Verlassen des Ortes die Dorfstraße und das Wasser- und Stromnetz zerstört. Die Gegend wird von einer Radarstation oberhalb des Dorfes vom türkischen Militär kontrolliert. Anfang Juni 2006 wurde das Dorf von der Radarstation aus beschossen.
Bis heute hat für die Jesiden aus dem Dorf keine Eintragung des Grundeigentums im Grundbuch stattgefunden. Dauerhaft lebt in dem Dorf nicht ein einziger Jeside.